# Blepharellina picta
Blepharellina picta là một loài ruồi trong họ Tachinidae.